# Melittobia chalybii
Melittobia chalybii är en stekelart som beskrevs av William Harris Ashmead 1892. Melittobia chalybii ingår i släktet Melittobia och familjen finglanssteklar.
Artens utbredningsområde är:
- Jamaica.
- Puerto Rico.

Inga underarter finns listade i Catalogue of Life.